# マクラーレン・620R

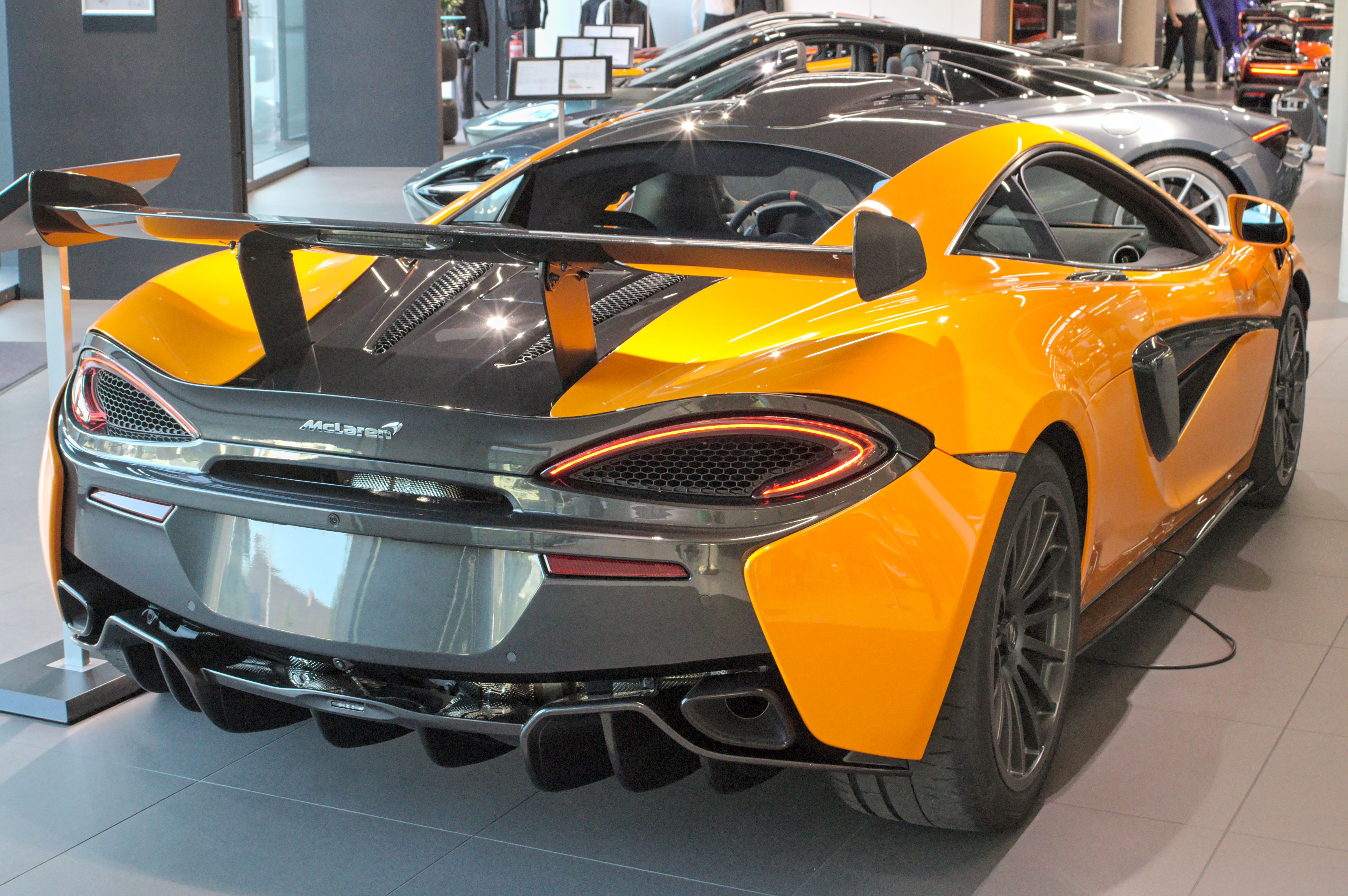
背面

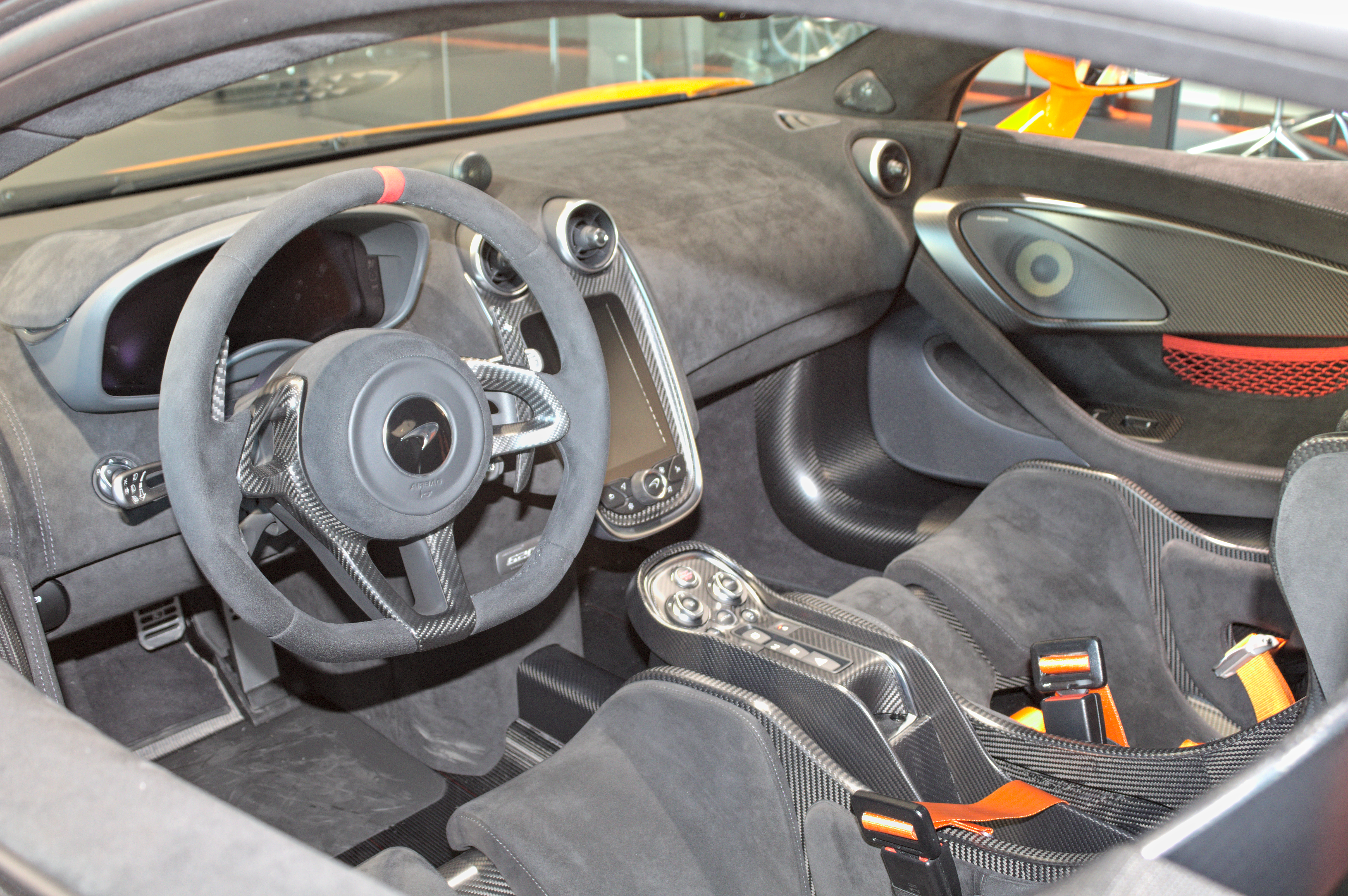
内装

マクラーレン・620R（McLaren 620R）は、マクラーレン オートモーティブのスポーツカーで、同社ではスポーツ・シリーズとして分類。
マクラーレン・620Rはマクラーレン・570SGT4の公道バージョンとして発売された。最高出力620PS、最高速度322km/h。定員数は2名である。ウィングとボンネットには”620R"のロゴが刻まれている。価格は30万ドル(約4500万円)の価格である。